# 接吻打工
接吻打工是指女性通过网络结识男性，提供接吻服务。接吻打工者主要集中在10多岁的青少年阶层，而且不仅停留在接吻阶段，继续演变为类似性行为或性交易的情况很多。因此其极有可能发展为新型性交易方式
接吻打工最早出现在韩国，並在韩国网络上迅速扩散。据说每10分钟就能赚5000-10000韩圓。